# Ajay Mitchell
Ajay Mitchell (Ans, 25 de junio de 2002) es un baloncestista belga, nacionalizado estadounidense, que pertenece a la plantilla de los Oklahoma City Thunder de la NBA, con un contrato dual que le permite jugar también en su filial de la G League, los Oklahoma City Blue. Con 1,96 metros de estatura, juega en la posición de base o escolta.

## Trayectoria deportiva

### Primeros años
Mitchell creció en Ans, Bélgica, y comenzó a jugar en las categorías inferiores del Limburg United, compitiendo con el equipo júnior en 2019 y llegando a participar en dos partidos con el primer equipo esa temporada 2019-20. Jugó únicamente con el equipo sénior durante la temporada 2020-21, manteniendo su condición de amateur. Después de la misma, se comprometió a jugar baloncesto universitario en UC Santa Barbara.

### Universidad
Jugó tres temporadas con los Gauchos de la Universidad de California en Santa Bárbara, en las que promedió 16,1 puntos, 3,0 rebotes, 4,3 asistencias y 1,2 robos de balón por partido, Fue elegido rookie del año de la Big West Conference en su primera temporada, mientras que en la segunda fue galardonado con el premio al Jugador del Año de la conferencia.

#### Estadísticas
| Año     | Equipo           | PJ | PT | MPP  | %TC  | %3P  | %TL  | RPP | APP | ROB | TPP | PPP  |
| ------- | ---------------- | -- | -- | ---- | ---- | ---- | ---- | --- | --- | --- | --- | ---- |
| 2021–22 | UC Santa Barbara | 27 | 23 | 32.1 | .531 | .327 | .750 | 2.2 | 3.7 | .8  | .2  | 11.6 |
| 2022–23 | UC Santa Barbara | 35 | 35 | 33.8 | .506 | .267 | .813 | 2.7 | 5.1 | 1.3 | .3  | 16.3 |
| 2023–24 | UC Santa Barbara | 29 | 29 | 31.5 | .504 | .393 | .858 | 4.0 | 4.0 | 1.2 | .4  | 20.0 |
| Total   | Total            | 91 | 87 | 32.5 | .511 | .332 | .818 | 3.0 | 4.3 | 1.1 | .3  | 16.1 |

### Profesional
El 26 de junio fue elegido en la trigésimo octava posición del Draft de la NBA de 2024 por los New York Knicks, sin embargo, posteriormente fue traspasado a Oklahoma City Thunder a cambio de la elección 40 y dinero. El 6 de julio firmó un contrato dual con los Thunder y su filial de la G League, los Oklahoma City Blue. El 10 de enero de 2025 los Thunder anunciaron que estaría de baja entre 10 y 12 semanas tras sufrir un esguince en el dedo gordo del pie derecho. El 22 de junio de 2025 se proclamó campeón de la NBA por primera vez en su carrera tras vencer a Indiana Pacers en la Final de la NBA (4-3).

## Estadísticas de su carrera en la NBA
|  | Denota temporadas en las que su equipo fue Campeón de la NBA |

### Temporada regular
| Año     | Equipo        | PJ | PT | MPP  | %TC  | %3P  | %TL  | RPP | APP | ROB | TPP | PPP |
| ------- | ------------- | -- | -- | ---- | ---- | ---- | ---- | --- | --- | --- | --- | --- |
| 2024-25 | Oklahoma City | 36 | 1  | 16.6 | .495 | .383 | .829 | 1.9 | 1.8 | .7  | .1  | 6.5 |
| Total   | Total         | 36 | 1  | 16.6 | .495 | .383 | .829 | 1.9 | 1.8 | .7  | .1  | 6.5 |

### Playoffs
| Año   | Equipo        | PJ | PT | MPP | %TC  | %3P  | %TL  | RPP | APP | ROB | TPP | PPP |
| ----- | ------------- | -- | -- | --- | ---- | ---- | ---- | --- | --- | --- | --- | --- |
| 2025  | Oklahoma City | 12 | 0  | 7.0 | .457 | .385 | .800 | .8  | .8  | .2  | .0  | 3.4 |
| Total | Total         | 12 | 0  | 7.0 | .457 | .385 | .800 | .8  | .8  | .2  | .0  | 3.4 |